# Chloe Mustaki
Chloe Naomi Mustaki (* 29. Juli 1995 in Lima, Ohio, USA) ist eine irische Fußballspielerin.

## Karriere

### Vereine
Nachdem sie mit ihren Eltern (einer irischen Mutter und einem französischen Vater) im Alter von einem Jahr nach Paris und dann im Alter von drei Jahren nach Cabinteely gezogen war, spielte von ihrem siebten Lebensjahr an bei Park Celtic und wechselte dann 2008 zu St. Joseph's, bei denen sie bis 2011 blieb.
Hiernach schloss sie sich nun im Alter von 16 Jahren Peamount United an und gewann die Meisterschaft. Zur Saison 2014/15 folgte sie ihrer Trainerin Eileen Gleeson zu UCD Waves. Für diese sollte sie erst einmal zu keinem Pflichtspieleinsatz kommen, da bei ihr im August 2014 ein Hodgkin-Lymphom festgestellt wurde und sie sich anschließend einer Chemotherapie unterzog. Während ihrer Zeit an der KEDGE Business School spielte sie in der Saison 2016/17 in Frankreich bei Girondins Bordeaux und kam in 15 Partien zum Einsatz. Nach ihrer Rückkehr zu UCD spielte sie noch bis zum Ende der Saison 2018 bei ihrem Klub und wechselte danach zum Shelbourne FC, bei dem sie die Spielzeit 2019 verbrachte. Im November 2019 vollzog sie den Wechsel nach England, wo sie sich Charlton Athletic anschloss.
Durch eine schwere Knieverletzung war ihre Zeit hier aber nur von kurzer Dauer, und auch bedingt durch die COVID-19-Pandemie beendete sie ihre Zeit bei Charlton im Jahr 2020. Da ihr Arbeitgeber es ihr erlaubte, zog sie zurück nach Irland. Im Mai 2021 schloss sie sich bis zum Ende der Saison 2022 noch einmal Shelbourne an und gewann mit ihrem Team in der ersten Saison erneut die Meisterschaft. Im Juli 2022 kehrte sie schließlich nach England zurück und schloss sich dem Zweitligisten Bristol City an.

### Nationalmannschaft
Bereits bei der U17 kam sie zu einigen Einsätzen und gehörte dann später auch zu der U19-Mannschaft, welche sich für die Europameisterschaft 2014 qualifizieren konnte, dort erreichte sie mit ihrem Team das Halbfinale.
Von der neuen Nationaltrainerin Vera Pauw wurde sie dann erstmals im Oktober 2019 für das Qualifikationsspiel zur Europameisterschaft 2022 gegen die Ukraine nominiert. Auch durch den Ausfall von mehreren Stammspielerinnen hatte sie im März 2023 dann die Chance auf einen Einsatz in einer Partie gegen Griechenland, jedoch zog sie sich beim Training einen Tag vor dem Spiel einen Kreuzbandriss zu. Ihren ersten Einsatz im Trikot ihrer Nationalmannschaft bekam sie dann schlussendlich bei der Partie gegen Russland im Pinatar Cup 2022. Danach kam sie dann auch in zwei Partien der Qualifikation zur Weltmeisterschaft 2023 zum Einsatz. Durch den zweiten Platz in der Gruppe erreichte die Mannschaft dann ein Playoff-Spiel gegen Schottland, welches ihre Mannschaft auch gewann und damit sich erstmals für eine WM-Endrunde qualifizierte. Sie selbst saß in dieser Partie aber nur auf der Bank.
Am 9. Juni 2023 wurde dann bekannt gegeben, dass sie mit zum vorläufigen Kader für die Endrunde gehört.  Am 28. Juni 2023 wurde sie für den finalen WM-Kader nominiert.